# TuS N-Lübbecke
TuS Nettelstedt Lübbecke; a także TuS N-Lübbecke (pełna nazwa: Turn- und Sportverein Nettelstedt-Lübbecke e.V.) – niemiecki klub piłki ręcznej mężczyzn z siedzibą w Lübbecke (Nadrenia Północna-Westfalia). Klub powstawał w latach 1912/1945.

## Osiągnięcia
Puchar EHF
- (1981)

Puchar Niemiec
- (1981)

## Zawodnicy

### Polacy w klubie
| Imię i nazwisko   | Lata gry  |
| ----------------- | --------- |
| Bogdan Wenta      | 1995-1998 |
| Sławomir Szmal    | 2003-2005 |
| Michał Jurecki    | 2008-2010 |
| Artur Siódmiak    | 2008-2012 |
| Tomasz Tłuczyński | 2009-2013 |
| Paweł Niewrzawa   | 2012-2014 |
| Piotr Grabarczyk  | 2016-     |

### Kadra na sezon2013/2014
| Nr. | Narodowość | Nazwisko            | Pozycja                        |
| --- | ---------- | ------------------- | ------------------------------ |
| 1   | Chorwacja  | Nikola Blažičko     | bramkarz                       |
| 3   | Szwecja    | Mattias Gustafsson  | obrotowy                       |
| 5   | Norwegia   | Frank Løke          | obrotowy                       |
| 6   | Chorwacja  | Drago Vuković       | środkowy rozgrywający          |
| 8   | Niemcy     | Dennis Wilke        | prawoskrzydłowy                |
| 9   | Niemcy     | Gabor Langhans      | prawy rozgrywający             |
| 11  | Niemcy     | Ramon Tauabo        | prawoskrzydłowy                |
| 12  | Niemcy     | Fabian Lieb         | bramkarz                       |
| 15  | Słowenia   | Aleš Pajovič        | lewy rozgrywający              |
| 16  | Niemcy     | Malte Semisch       | bramkarz                       |
| 19  | Niemcy     | Jannik Gartmann     | prawoskrzydłowy                |
| 20  | Polska     | Paweł Niewrzawa     | środkowy rozgrywający          |
| 26  | Niemcy     | Maximilian Schubert | lewoskrzydłowy                 |
| 28  | Niemcy     | Arne Niemeyer       | środkowy lub lewy rozgrywający |
| 33  | Niemcy     | Jens Schöngarth     | prawy rozgrywający             |
| 85  | Holandia   | Tim Remer           | lewoskrzydłowy                 |